# 45 Bootis
45 Bootis, som är stjärnans Flamsteed-beteckning eller c Bootis (Bayer-beteckning), är en ensam stjärna i den mellersta delen av stjärnbilden Björnvaktaren. Den har en skenbar magnitud på ca 4,93 och är svagt synlig för blotta ögat där ljusföroreningar ej förekommer. Baserat på parallaxmätning inom Hipparcosuppdraget på ca 51,7 mas, beräknas den befinna sig på ett avstånd på ca 63 ljusår (ca 19 parsek) från solen. Den rör sig närmare solen med en heliocentrisk radiell hastighet på -11 km/s och ingår i Ursa Major Moving Group. Den har en relativt stor egenrörelse och rör sig över himlavalvet med en hastighet av 0,247 bågsekunder per år.

## Egenskaper
45 Bootis är en gul till vit stjärna i huvudserien av spektralklass F3 V. Den har en massa som är ca 1,2 gånger solens massa, en radie som är ca 1,5 gånger större än solens och utsänder ca 3,3 gånger mera energi än solen från dess fotosfär vid en effektiv temperatur på ca 6 400 K. Den är också en källa till röntgenstrålning.
45 Bootis är en misstänkt variabel, som varierar mellan skenbar magnitud +4,92 och 4,96 utan någon fastställd periodicitet. Den har en visuell följeslagare av magnitud 11,53 separerad med 103,50 bågsekunder vid en positionsvinkel på 40° år 2012. Ännu en stjärna av magnitud 10,23 kan hittas separerad med 247,90 bågsekunder vid en positionsvinkel på 358° år 2015.